# John McManners
John McManners (1916–2006) est un pasteur britannique et historien des religions spécialisé dans l'histoire de l'Église et d'autres aspects de la vie religieuse dans la France du XVIIIe siècle. Il est professeur Regius d'histoire ecclésiastique à l'Université d'Oxford de 1972 à 1984. Il est également membre et aumônier du All Souls College d'Oxford de 1964 à 2001.

## Jeunesse
McManners, connu sous le nom de Jack par sa famille et ses amis, est né le 25 décembre 1916 à Ferryhill, dans le comté de Durham, de Joseph et Ann McManners. Sa mère est une institutrice qui a converti son père mineur de charbon à la foi anglicane. Son père est devenu prêtre, devenant finalement le vicaire de Ferryhill et par la suite un chanoine de la cathédrale de Durham. McManners fréquente la Spennymoor Grammar School avant de remporter une bourse au St Edmund Hall, Oxford, en 1936. Pendant son séjour à Oxford, il obtient un baccalauréat ès arts avec mention très bien en histoire moderne en 1939.

## Service militaire
En septembre 1939, la Grande-Bretagne entre dans la Seconde Guerre mondiale, incitant McManners à se porter volontaire pour le service militaire. Il rejoint son régiment local, les Royal Northumberland Fusiliers, où il se fait un nom en tant qu'ailier dans leur équipe de football, et suit une formation de base. Cependant, lorsque l'armée se rend compte qu'il vient d'obtenir un diplôme avec mention, le régiment met de côté ses plans pour qu'il devienne instructeur de conduite. Au lieu de cela, il est envoyé à l'OCTU à Fenham Barracks où il suit une formation de base pour la deuxième fois et est officier. McManners sert dans la campagne du désert occidental et est au siège de Tobrouk. Il est nommé adjudant du premier bataillon, sous le commandement du lieutenant-colonel Forbes-Watson. Entre autres compétences militaires, McManners est un expert dans l'utilisation de la boussole solaire. Cela porte ses fruits lors de l'évasion de Tobrouk. Avec un camion-citerne et une partie du quartier général du bataillon, McManners réussit à s'échapper de l'encerclement allemand de Tobrouk. Son plan implique de conduire la nuit à travers des unités allemandes de Panzer, puis loin au sud dans la dépression mortelle et à ce moment-là non cartographiée de Quattarra. Lorsque le bataillon se regroupe à Alexandrie, il n'en reste que 10 %, le reste capturé ou tué. Lui et le lieutenant-colonel Forbes Watson réforment le bataillon avec des hommes envoyés du Royaume-Uni, à temps pour les batailles finales de la campagne du désert occidental - et El Alamein. McManners sert également avec l'unité de liaison britannique 210 (mission grecque) à Alexandrie pour aider à préparer la Grèce au rétablissement du gouvernement constitutionnel. Dans ses dernières années, McManners déclare que son temps en tant qu'adjudant du premier bataillon de son régiment - son bataillon régulier, sur les dix formés pour la Seconde Guerre mondiale, a été sa plus grande réussite.

## Ordination et début de carrière d'enseignant
Alors qu'il est dans l'armée, McManners décide de suivre la vocation de son père et d'être ordonné dans l Église d'Angleterre. Il étudie au St Chad's College de Durham et est ordonné diacre en 1947 et prêtre en 1948. Il est d'abord vicaire de l'église paroissiale de Leeds pendant 10 mois. Puis, en 1948, invité à revenir à son alma mater pour être aumônier et maitre de conférences en histoire.
En 1951, il épouse Sarah Errington  qu'il rencontre pendant ses études à Durham. Ils ont deux fils, Hugh et Peter, et deux filles, Ann et Helen.
En 1956, il accepte la chaire d'histoire de l'Université de Tasmanie à Hobart, en Australie. Il reste pendant quatre ans avant de passer à l'Université de Sydney à la chaire d'histoire, de 1960 à 1965.

## Retour en Angleterre
Il retourne en Angleterre et à l'Université d'Oxford de 1965 à 1966 pour être chercheur invité principal au All Souls College d'Oxford. Après Oxford, il est professeur d'histoire à l'Université de Leicester. En 1972, McManners est nommé professeur Regius d'histoire ecclésiastique et retourne enseigner à Oxford et servir à la cathédrale Christ Church d'Oxford jusqu'à sa retraite de l'enseignement en 1984. Il est invité par All Souls College à être l'aumônier et est nommé membre du collège en 1986. Ce n'est qu'en 2001, en raison de problèmes de santé, qu'il démissionne de son poste d'aumônier, après quoi il est élu membre honoraire. Il est décédé le 4 novembre 2006.

## Ouvrages publiés
En 1960, le premier livre de McManners, French Ecclesiastical Society Under the Ancient Regime: A Study of Angers in the Eighteenth Century, est publié, contribuant à faire de lui un spécialiste respecté de l'histoire de France. C'est un examen détaillé de la vie de l'église au niveau local dans une petite ville de province. L'étude de la société commune contraste avec la plupart des travaux de l'époque qui ne se concentrent que sur la classe supérieure .
Pendant son séjour à Leicester, il publie Révolution française et l'Église et l'Église et l'État en France, 1870–1914.
Il remporte le prix d'histoire Wolfson 1982 pour la mort et les Lumières. Dans une revue de 1986, Joseph Tempesta de l'Ithaca College le décrit comme "ayant fait l'objet de recherches approfondies" et il le recommande fortement car il "donne vie à l'époque".. Il est également salué par The Times comme "l'un des dix meilleurs livres de non-fiction de l'année" .
McManners est le rédacteur en chef de l'Oxford Illustrated History of Christianity qui est publié en 1990. C'est un best-seller avec d'excellentes normes académiques .
Les deux volumes Church and Society in Eighteenth-Century France publiés en 1998 "représentent une réalisation énorme" comme le rapporte Raymond Mentzer de l'Université d'État du Montana . C'est deux volumes, plus de 1600 pages de texte documentant quatre générations de la France pré-révolutionnaire et l'aboutissement de plus de 50 ans de recherche.
En 2002, McManners publie l'autobiographique Fusilier: Recollections and Reflections, 1939–1945 documentant ses expériences pendant la guerre.
Son dernier livre, All Souls and the Shipley Case, 1808–1810 documente un scandale sexuel du début du XIXe siècle au All Souls College. Lors de recherches indépendantes, McManners a trouvé un paquet scellé de lettres qui est devenu la base de ce livre .

## Prix et distinctions
- 1970-1978 Administrateur de la National Portrait Gallery
- 1972-1984 Professeur Regius d'histoire ecclésiastique à l'Université d'Oxford
- 1977-1978 Président de la Société d'histoire ecclésiastique [6]
- 1978 Membre de la British Academy (FBA)
- 1978-1982 Commission doctrinale de l'Église d'Angleterre
- Prix d'histoire Wolfson 1982 pour la mort et les Lumières
- 1992 Ordre des Palmes Académiques
- 2000 Ordre de l'Empire britannique (CBE)
- 2001 Ordre national du Mérite